# Once Only Imagined
Once Only Imagined to debiutancki album kanadyjskiego zespołu metalowego The Agonist
28 sierpnia 2007 zespół wydał teledysk do piosenki "Business Suits and Combat Boots", który został nakręcony przez znanego reżysera Davida Brodsky'iego. Teledysk został umieszczony na 6 miejscu w klasyfikacji najlepszego teledysku 2007 roku przez MTV2's Headbanger's Ball.

## Lista utworów
1. "Synopsis" - 0:32
2. "Rise and Fall" - 4:02
3. "Born Dead; Buried Alive" - 4:32
4. "Take A Bow" - 4:05
5. "Trophy Kill" - 3:39
6. "Business Suits and Combat Boots" - 5:27
7. "Serendipity" - 3:42
8. "Memento Mori" - 3:09
9. "Void of Sympathy" - 4:21
10. "Chiaroscuro" - 1:06
11. "Forget Tomorrow" - 3:37
12. "Feel No Guilt" (Utwór bonusowy z wydania japońskiego) - 4:41

## Twórcy
- Alissa White-Gluz - śpiew
- Danny Marino - gitara
- Chris Kells - gitara basowa, wokal wspierający
- Derek Nadon - perkusja